# Тамбовска митрополија
Тамбовска митрополија (рус. Тамбовская митрополия) митрополија је Руске православне цркве.
Образована је одлуком Светог синода од 26. децембра 2012, а налази се у оквиру граница Тамбовске области. У њеном саставу се налазе три епархије: Тамбовска, Мичуринска и Уваровска.